# Karl Flittner
Karl Flittner (* 27. Juni 1947 in Königswinter) ist ein ehemaliger deutscher Diplomat, der zuletzt von August 2008 bis August 2012 Botschafter der Bundesrepublik Deutschland in Bamako (Mali) war.

## Leben
Karl Flittner legte 1966 sein Abitur ab. Nach dem Wehrdienst studierte er von 1967 1972 Rechtswissenschaft. Nach dem 1. Juristischen Staatsexamen und dem Rechtsreferendariat legte er 1975 das 2. Juristische Staatsexamen ab. Anschließend trat Flittner in den Höheren Auswärtigen Dienst ein.
Nach der Attaché-Ausbildung an der Diplomatenschule in Bonn-Ippendorf von 1975 bis 1977 war Flittner nach einer kurzen Verwendung in der Zentrale des Auswärtigen Amts von 1977 bis 1981 an der Ständigen Vertretung der Bundesrepublik Deutschland bei den Vereinten Nationen in New York beschäftigt. Von 1981 bis 1984 arbeitete er in der Zentrale des Auswärtigen Amts in Bonn, bevor er von 1984 bis 1987 an der deutschen Botschaft in Moskau tätig war.
Von 1987 bis 1991 leitete Flittner die deutsche Botschaft Bujumbura (Burundi), bevor er von 1991 bis 1996 stellvertretender Referatsleiter in der Zentrale des Auswärtigen Amts war. Die nächste Auslandsverwendung führte ihn von 1996 bis 2001 als Generalkonsul nach Genf. Von 2001 bis 2008 war Flittner Referatsleiter im Auswärtigen Amt in Berlin.
Seit August 2008 war Karl Flittner Botschafter der Bundesrepublik Deutschland in Mali, ehe er im Juli 2012 in den Ruhestand trat. Nachfolger wurde daraufhin im August 2012 Günter Overfeld, der zuvor Vizepräsident und Direktor für Regionale Sicherheit des East-West Instituts (EWI) sowie Leiter des Brüsseler Büros des EWI war.
Karl Flittner ist verheiratet und hat drei Kinder.

## Weblink
- Homepage der Deutschen Botschaft in Bamako

| Personendaten    | Personendaten      |
| ---------------- | ------------------ |
| NAME             | Flittner, Karl     |
| KURZBESCHREIBUNG | deutscher Diplomat |
| GEBURTSDATUM     | 27. Juni 1947      |
| GEBURTSORT       | Königswinter       |